# كابتن مارفل (فلم)
كابتن مارفل (بالإنجليزية: Captain Marvel) هو فيلم عن بطلة خارقة أمريكية. الفيلم يرتكز على شخصية كارول دانفرز من قصص مارفل كومكس. الفيلم من إنتاج استوديوهات مارفل وتوزيع والت ديزني ستوديوز موشن بيكشرز. الفيلم هو الواحد والعشرين من سلسلة عالم مارفل السينمائي (إم سي يو). الفيلم من تأليف وإخراج آنا بودن وريان فليك، مع مساهمة نيكول بيرلمان وميغ ليفوف وجنيف روبرتسون دوريت أيضًا في السيناريو. تلعب بري لارسون دور دانفرز، إلى جانب صامويل ليروي جاكسون، وبن مندلسون، ودجيمون هونسو، ولي بيس، ولاشانا لينش، وجيما تشان، وآنيت بنينغ، وكلارك غريغ، وجود لو. تدور أحداث القصة عام 1995، وتتابع الأحداث تطور شخصية دانفرز عندما تصبح كابتن مارفل بعد وقوع الأرض في صراع مجري بين حضارتين فضائيتين.
بدأ إنتاج الفيلم في وقت مبكر من مايو 2013. أُعلن عنه رسميًا في أكتوبر 2014 كأول فيلم بطل خارق بطلته أنثى ومن إنتاج استوديوهات مارفل. وُظف بيرلمان وليفوف كفريق كتابة في أبريل التالي بعد تقديمهما لرؤى منفصلة عن الشخصية. تستعير القصة عناصر من قصة الكتاب الهزلي «كري-سكرول وور» من تأليف روي توماس في عام 1971. أُعلن عن لارسون كونها شخصية دانفرز في سان دييغو كومك كون عام 2016، وعُيين بودن وفليك كمخرجين في نيسان 2017. سرعان ما تولى روبرتسون دوريت مهمة كتابة سيناريو الفلم، مع إضافة باقي الممثلين في بداية التصوير. بدأ تصوير في الموقع في يناير 2018، مع بداية التصوير الرئيسي في مارس في كاليفورنيا قبل أن ينتهي في لويزيانا في يوليو 2018. جاكسون وجريج الذين من بين آخرين في الفيلم، يعيدون لعب أدوارهم من أفلام إم سي يو السابقة، صُغروا عمريًا في مرحلة ما بعد الإنتاج ليعكس زمن أحداث الفيلم في التسعينات.
عُرض الكابتن مارفل لأول مرة في لندن في 27 فبراير 2019، وصدر في دور السينما في الولايات المتحدة في 8 مارس، كجزء من المرحلة الثالثة لسلسلة إم سي يو. حقق الفيلم أكثر من 1.1 مليار دولار في جميع أنحاء العالم، ما يجعله أول فيلم خارق بطلته أنثى يجتاز علامة المليار دولار. احتل المرتبة الخامسة من بين أعلى الأفلام تحقيقًا للإيرادات لعام 2019، وكان التاسع من بين أكثر الأفلام الخارقة المحققة للإيرادات والثالث والعشرون في قائمة أعلى الأفلام دخلًا ككل في ذلك الوقت. حصل الفيلم على إشادة بأداء الممثلين، ولا سيما أداء لارسون. من المقرر إصدار تكملة في 28 يوليو 2023.

## الحبكة
في عام 1995، على كوكب هالا عاصمة إمبراطورية كري، تعاني فيرس وهي عضو في ستارفورس من فقدان الذاكرة والكوابيس المتكررة عن امرأة مسنة. يدربها يون روغ، معلمها وقائدها، على السيطرة على قدراتها، في حين أن الذكاء الأعلى، الذكاء الاصطناعي الذي يحكم كري، يحثها على السيطرة على عواطفها.
أثناء مهمة لإنقاذ عنصر متخفي يتسلل ضمن مجموعة من السكرول، المتحولون الفضائيون الذين في حالة حرب مع كري، أُسرت فيرس من قبل قائد السكرول تالوس. يقودهم الخوض في ذاكرة فيرس إلى الأرض. تهرب فيرس وتتحطم مركبتها في لوس أنجلوس. يجذب حضورها عملاء شيلد نيك فيوري وفيل كولسون، الذين توقف تحقيقهم بسبب هجوم للسكرول. في المطاردة التي تلت ذلك، تسترد فيرس بلورة تحتوي على ذكرياتها المستخرجة بينما يقتل فيوري شخصية سكرول التي تنتحل شخصية كولسون. يطلب تالوس، الذي يتنكر في هيئة كيلر رئيس فيوري، من فيوري العمل مع فيرس وأن يراقبها باستمرار.
باستخدام ذكرياتها المستخرجة، يذهب فيرس وفيوري إلى تنصيب جهاز مشروع بيغاسوس في قاعدة للقوات الجوية الأمريكية. اكتشفوا أن فيرس كانت طيارة يُفترض أنها ماتت في عام 1989 أثناء اختبار محرك تجريبي للطيران بسرعة الضوء صممته الدكتورة ويندي لاوسون، والتي أدركت فيرس أنها المرأة من كوابيسها. بعد أن أبلغ فيوري شيلد عن موقعهم، يصل فريق بقيادة تالوس متنكرًا في هيئة كيلر إلى الموقع. يكتشف فيوري حيلة تالوس ويساعد فيرس على الهرب في طائرة شحن مع قطة لوسون المتخفية في الطائرة غوس. يسافرون إلى لويزيانا لمقابلة الطيارة السابقة ماريا رامبو، آخر شخص يرى فيرس ولوسون على قيد الحياة.
تكشف رامبو وابنتها مونيكا أن فيرس هي كارول دانفرز، التي كانت في السابق مثل العائلة بالنسبة لهم. يشرح تالوس، الذي وصل غير مسلح، أن السكرول هم لاجئون يبحثون عن منزل جديد وأن لوسون كانت مار-فيل، وهي عالمة من كري منشقة كانت تساعدهم. يشغل تالوس تسجيلًا استُرد من طائرة لوسون، ما دفع دانفيرز إلى تذكر التحطم: قُتلت لوسون على يد يون روج لمنعها من تدمير المحرك قبل أن يتمكن الكري من استعادته. بعد أن دمرت المحرك بنفسها، امتصت دانفيرز الطاقة من الانفجار الذي نشأ من تدمير المحرك، واكتسبت قوى لكنها فقدت ذاكرتها.
يحدد كل من دانفرز وتالوس وفيوري ورامبو موقع مختبر لوسون الذي يدور حول الأرض، حيث أخفت لوسون العديد من السكرول، بما في ذلك عائلة تالوس، والتسراكت، مصدر الطاقة لمحرك لوسون. هناك، قُبض على دانفرز بواسطة ستارفورس وأُخذت لتمثل أمام الذكاء الصنعي الأعلى. خلال محادثتهم، تزيل دانفرز غرسة الكري التي كانت تقمع قوتها، ما يسمح لها بالوصول إلى إمكاناتها الكاملة. في المعركة اللاحقة، يستعيد فيوري غوس، الذي تبين أنه فضائي من الفليركن. يبتلع غوس التسراكت ويخدش فيوري، وأفقده بصره في عينه اليسرى. دمرت دانفرز مفجر الكري، ما أجبر ضابط الكري رونان ذا أكيوزر وسربه على التراجع، قبل التغلب على يون روج على الأرض وإرساله مرة أخرى إلى هالا مع إرسال تحذير إلى الذكاء الصنعي الأعلى.
تغادر دانفرز لمساعدة السكرول في العثور على عالم كوطن جديد لهم، تاركتًا لـ فيوري جهازًا للمناداة (بيجر) للاتصال بها في حالة الطوارئ. في هذه الأثناء، وضع فيوري مبادرة لتحديد مواقع الأبطال مثل دانفرز، وأطلق عليهم اسمًا مثل اسمها الرمزي في سلاح الجو المنتقم (أفينجر). في مشهد في منتصف شارة النهاية، تدور أحداثه في 2018، يُراقب جهاز المناداة المنشط من قبل المنتقمون عندما تظهر دانفرز، في مشهد بعد شارة النهاية، يصعد غوس على مكتب فيوري ويتقيأ التسراكت.

## كادر
بري لارسون بدور كارول دانفرز / فيرس / كابتن مارفل:
طيارة مقاتلة في القوات الجوية الأمريكية وعضوة في وحدة عسكرية من نخبة الكري تسمى ستارفورس. امتلكت قوة خارقة وأصبحت قادرة على إسقاط الطاقة والطيران بعد التعرض لطاقة التيسراكت، وصفت لارسون دانفيرز بأنها «مؤمنة بالحقيقة والعدالة» و «جسر بين الأرض والفضاء»، التي يجب عليها أن توازن جانبها غير العاطفي من نصفها الكري مع نصفها البشري «غير الكامل». وصفت لارسون أيضًا دانفيرز بأنها عدوانية وسريعة الغضب واقتحامية، وهي السمات التي تساعدها في القتال ولكنها تثبت أنها عيوب في الشخصية. قال رئيس استوديوهات مارفل كيفن فيج إن لارسون قد اختيرت بسبب قدرتها على الموازنة بين قوى الشخصية الواسعة وإنسانيتها. بسبب القلق من أن لارسون (التي كانت في السادسة والعشرين من عمرها عندما اختيرت لأداء الدور) كانت أصغر من أن تلعب دور طيارة بارعة، تشاور كاتب السيناريو نيكول بيرلمان مع القوات الجوية، التي قالت إنه من الممكن لشخص ما أن يتفوق في الأداء بين سن 28 و34. تدربت لارسون لمدة تسعة أشهر على الدور وتعلمت الجودو والملاكمة والمصارعة. زارت أيضًا قاعدة نيليس الجوية والتقت بطيارين فعليين، ومنهم العميد جيني ليفيت وطيار طيور الصاعقة الرائد ستيفين ديل بانو، استعدادًا للدور. لعبت مكينا جريس دور كارول دانفرز في عمر 13 عام، ولعبت لندن فولر دور كارول في عمر الست سنوات

## وصلات خارجيّة
- الموقع الرسمي
- الموقع الرسمي
- مقالات تستعمل روابط فنية بلا صلة مع ويكي بيانات

لا توجد روابط لمواقع التواصل الاجتماعي.